# Świt (utwór muzyczny)
Świt – piosenka będąca singlem przewodnim Męskiego Grania 2020, czyli jedenastej edycji festiwalu Męskie Granie, napisana i wykonana przez Męskie Granie Orkiestrę 2020 w składzie: Daria Zawiałow, Król i Igo. Utwór ukazał się 1 lipca 2020. Teledysk wyreżyserowany przez Daniela Jaroszka opublikowany w serwisie YouTube został wyświetlony 14 milionów razy.

## Notowania

### Tygodniowe
| Terytorium | Notowanie     | Pozycja |
| ---------- | ------------- | ------- |
| Polska     | AirPlay – Top | 1       |

## Certyfikaty
| Kraj          | Certyfikat      | Sprzedaż | Źr.         |
| ------------- | --------------- | -------- | ----------- |
| Polska (ZPAV) | platynowa płyta | 10 000+  | [ 5 ] [ 6 ] |